# Sphenomorphus misolense
Sphenomorphus misolense es una especie de escincomorfos de la familia Scincidae.

## Distribución geográfica
Es endémica de la isla de Misool, en las islas Raja Ampat (Indonesia).